# Candler County
Das Candler County befindet sich im Bundesstaat Georgia der Vereinigten Staaten. Der Verwaltungssitz (County Seat) ist Metter.

## Geographie
Das County liegt im mittleren Osten von Georgia und hat eine Fläche von 644 Quadratkilometern, wovon fünf Quadratkilometer Wasserfläche sind und grenzt im Uhrzeigersinn an folgende Countys: Bulloch County, Evans County, Tattnall County, Toombs County und Emanuel County.

## Geschichte
Candler County wurde am 14. Juli 1914 als 48. County aus Teilen des Bulloch County, des Emanuel County und des Tattnall County gebildet. Benannt wurde es nach Allen Candler, einem ehemaligen Gouverneur von Georgia.

## Demografische Daten
Laut der Volkszählung von 2010 verteilten sich die damaligen 10.998 Einwohner auf 4.041 bewohnte Haushalte, was einen Schnitt von 2,65 Personen pro Haushalt ergibt. Insgesamt bestehen 4.761 Haushalte.
69,1 % der Haushalte waren Familienhaushalte (bestehend aus verheirateten Paaren mit oder ohne Nachkommen bzw. einem Elternteil mit Nachkomme) mit einer durchschnittlichen Größe von 3,15 Personen. In 35,2 % aller Haushalte lebten Kinder unter 18 Jahren sowie in 27,9 % aller Haushalte Personen mit mindestens 65 Jahren.
28,3 % der Bevölkerung waren jünger als 20 Jahre, 24,9 % waren 20 bis 39 Jahre alt, 26,1 % waren 40 bis 59 Jahre alt und 20,9 % waren mindestens 60 Jahre alt. Das mittlere Alter betrug 38 Jahre. 49,4 % der Bevölkerung waren männlich und 50,6 % weiblich.
65,9 % der Bevölkerung bezeichneten sich als Weiße, 24,4 % als Afroamerikaner, 0,1 % als Indianer und 0,5 % als Asian Americans. 8,0 % gaben die Angehörigkeit zu einer anderen Ethnie und 1,0 % zu mehreren Ethnien an. 11,2 % der Bevölkerung bestand aus Hispanics oder Latinos.
Das durchschnittliche Jahreseinkommen pro Haushalt lag bei 30.518 USD, dabei lebten 29,0 % der Bevölkerung unter der Armutsgrenze.

## Kultur und Sehenswürdigkeiten

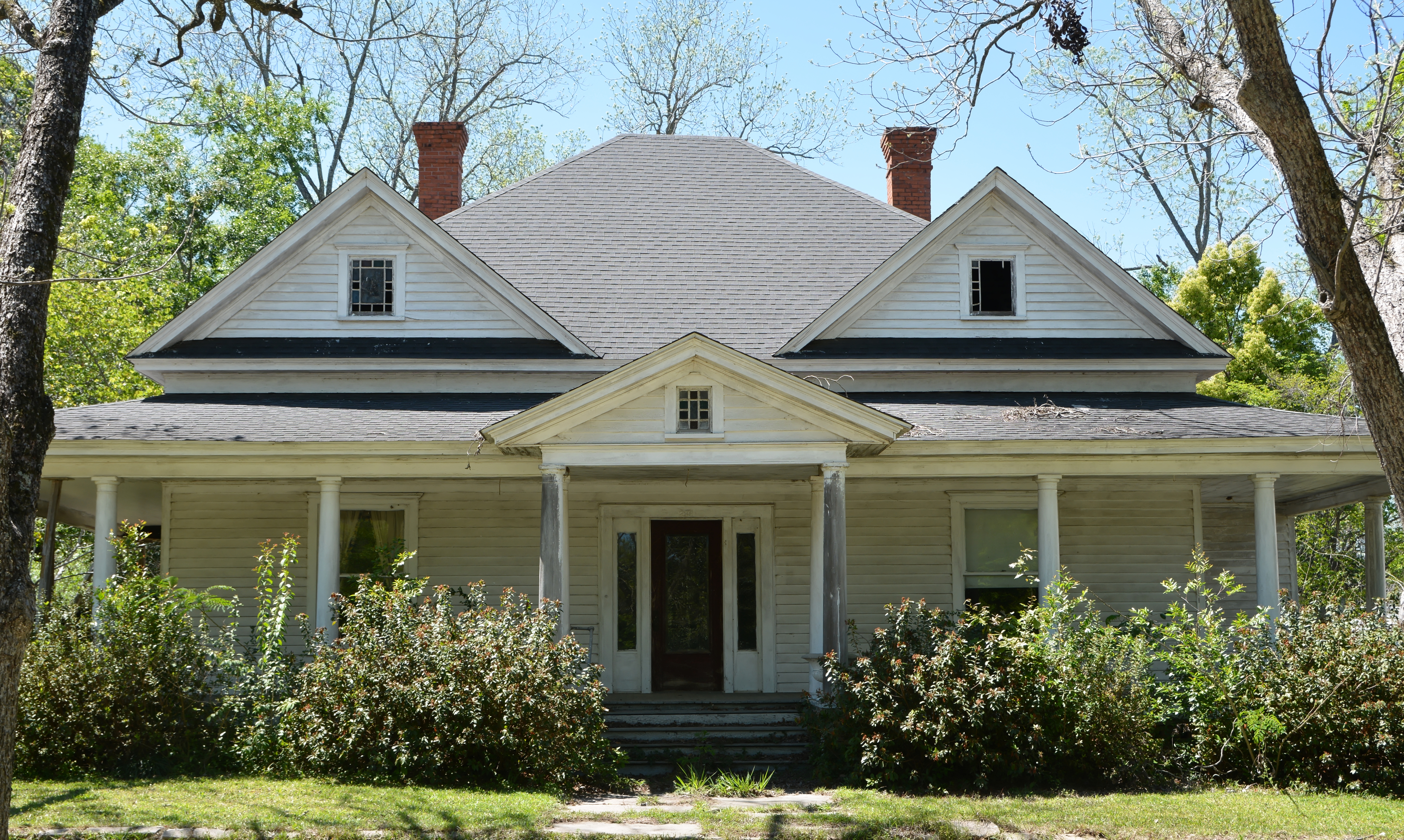
Anwesen im South Metter Residential Historic District (2017). Diese Nachbarschaft entstand größtenteils zwischen den späten 1890er Jahren und 1940. Der Bezirk weist 80 Contributing Properties („beitragende Liegenschaften“) auf. Im März 1988 wurde der South Metter Residential Historic District als zweites Objekt im County nach dem Courthouse in das NRHP eingetragen.

Fünf Bauwerke und Historic Districts („historische Bezirke“) im Candler County sind im National Register of Historic Places („Nationales Verzeichnis historischer Orte“; NRHP) eingetragen (Stand 29. Juli 2023), neben dem Gerichts- und Verwaltungsgebäude sind dies zwei Historic Districts, ein ehemaliges Gefängnis und eine Schule.

## Orte im Candler County
Orte im Candler County mit Einwohnerzahlen der Volkszählung von 2010:
City:
- Metter (County Seat) – 4.130 Einwohner

Town:
- Pulaski – 266 Einwohner